# Шоу-Лао
Шоу-Лао (англ. Shou-Lao), також відомий як Шао-Лао (англ. Shao-Lao) — вигаданий персонаж з коміксів американського видавництва Marvel Comics.

## Історії публікації
Шоу-Лао вперше з'явився в Marvel Premiere #16 (1974) і був створений Леном Вейном, Роєм Томасом і Ларрі Гамом.

## Вигадана біографія
Шоу-Лао це безсмертний китайський дракон, який став джерелом влади в Кунь-Луні. Під час вистави вершників дракона Кунь-Луня для розваги свого Ю-Ті, Шоу-Лао розлютився і напав на місто лідерів. Він був убитий Кваном-Стом разом із тим, хто вирізав його серце. Розгніваний цим, Ю-Ті вигнав Кван-Ста з міста та відродив Шоу-Лао шляхом плавлення його серця і помістивши його у священній печері. Після цього інциденту ті, хто стали «Залізним Кулаком», мали виконати підсумковий тест, перемігши Шоу-Лао, щоб поглинути частину його енергії. Це було зроблено понад 66 разів.
Коли Денні Ренд став наступним залізним кулаком, він переміг Шоу-Лао, спалюючи у формі дракона татуювання у себе на грудях. Після перемоги над Шоу-Лао Денні Ренд занурив руки в жаровню, що містить безсмертне серце Шоу-Лао, і він доручив йому силу Залізного кулака.
Під час Avengers vs. X-Men, де Люди Ікс билися з Месниками в Кунь-Луні, коли Гоуп Саммерс і Лей-Ґун їхали на спині Шоу-Лао, він підірвав Силу Фенікса Циклопа. На жаль, Шоу-Лао був надто молодий, щоб влаштувати бійку та його вершники були вибиті. Однак Гоуп вдалося розкрутити поєднання драконової енергії, вогню, хаосу та магії, щоб вигнати Циклопа на Місяць.

## Сили та здібності
- У дракона Шоу-Лао здатність дихати вогнем;
- Він може завдавати ударів на блискавичних швидкостях.

## В інших медіа
- Шоу-Лао з'являється в мультсеріалі Ultimate Spider-Man в епізоді «Дивно» і його озвучує Марк Гемілл. Кошмар дозволяє Залізному Кулаку пережити його запеклу боротьбу проти Шоу-Лао. За допомогою Людини-павука, Залізний Кулак розбиває ілюзію Кошмара, перемігши Шоу-Лао.
- Шоу-Лао показаний у телесеріалі «Залізний кулак». Він коротко з'являється в серії «Дракон грає з вогнем», під час одного з флешбеків, пояснюючи, як головний герой отримав свої сили, де видно його червоні очі, що світяться. Фінн Джонс, який зображує Залізного Кулака в телесеріалі від Netflix, заявив, що Шоу-Лао буде описаний в першому сезоні, після якого персонаж буде ширше розкритий у майбутніх сезонах[4][5].  Крім того, Фінн заявив, що вони не показують Шоу-Лао на екрані через бюджетні обмеження[6].
- Шоу-Лао також був представлений у міні-кросовері «Захисники».